# Marktkreuz (Melrose)

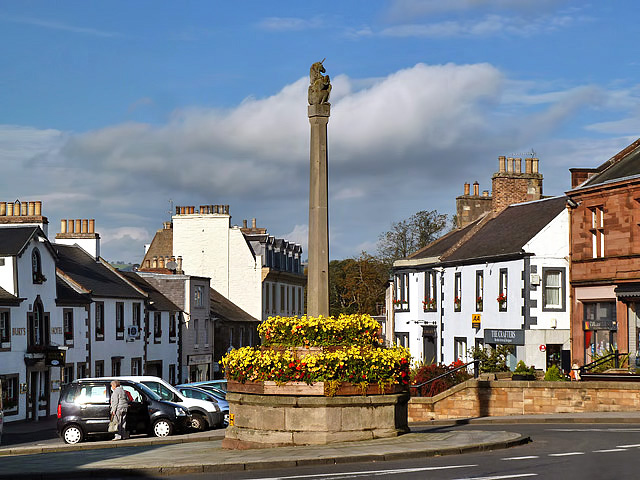
Das Marktkreuz von Melrose

Das Marktkreuz von Melrose ist ein Marktkreuz in der schottischen Kleinstadt Melrose in der Council Area Scottish Borders. 1971 wurde das Bauwerk in die schottischen Denkmallisten in der höchsten Denkmalkategorie A aufgenommen. Eine zusätzliche Einstufung als Scheduled Monument wurde 2016 aufgehoben.

## Beschreibung
Das früheste Marktkreuz wurde in Melrose bereits im 16. Jahrhundert installiert. Bei dem heutigen Marktkreuz handelt es sich bereits um das zweite seiner Art. Es wurde im Jahre 1645 aufgestellt und befindet sich heute inmitten eines Kreisverkehrs an der Kreuzung der beiden Hauptverkehrsstraßen im Zentrum von Melrose. Sein oktogonaler Schaft ruht auf einem zweistufigen, oktogonalen Sockel. Er ist mit der Jahresangabe 1645 sowie einer Sonnenuhr versehen. Auf seinem schlichten Kapitell ruht ein aufgerichtetes Einhorn mit Hammer und Rose.